# Aurelie Alcindor
Marie Aurelie Carinne Alcindor (sinh ngày 20 tháng 3 năm 1994) là một vận động viên chạy nước rút người Mauritius. Cô đã tham dự Thế vận hội Mùa hè 2016 trong cuộc đua 200 mét nữ; thời gian 24,55 giây của cô ấy trong thời gian nóng bỏng không đủ điều kiện cho cô ấy vào bán kết.

## Giải đấu quốc tế
| Năm                    | Giải đấu                     | Địa điểm                           | Thứ hạng               | Nội dung               | Chú thích              |
| Representing Mauritius | Representing Mauritius       | Representing Mauritius             | Representing Mauritius | Representing Mauritius | Representing Mauritius |
| ---------------------- | ---------------------------- | ---------------------------------- | ---------------------- | ---------------------- | ---------------------- |
| 2011                   | Commonwealth Youth Games     | Douglas, Isle of Man               | 15th (sf)              | 200 m                  | 26.61                  |
| 2011                   | Commonwealth Youth Games     | Douglas, Isle of Man               | 5th                    | 400 m                  | 61.59                  |
| 2013                   | African Junior Championships | Bambous, Mauritius                 | –                      | 400 m                  | DNF                    |
| 2013                   | African Junior Championships | Bambous, Mauritius                 | –                      | 4 × 100 m relay        | DQ                     |
| 2013                   | African Junior Championships | Bambous, Mauritius                 | 4th                    | 4 × 400 m relay        | 4:01.1                 |
| 2013                   | Jeux de la Francophonie      | Nice, France                       | 6th                    | 4 × 100 m relay        | 46.55                  |
| 2014                   | Commonwealth Games           | Glasgow, United Kingdom            | 37th (h)               | 400 m                  | 57.39                  |
| 2015                   | African Games                | Brazzaville, Republic of the Congo | 26th (h)               | 200 m                  | 24.98                  |
| 2015                   | African Games                | Brazzaville, Republic of the Congo | 7th                    | 4 × 100 m relay        | 46.21                  |
| 2016                   | African Championships        | Durban, South Africa               | 12th (sf)              | 200 m                  | 24.23                  |
| 2016                   | African Championships        | Durban, South Africa               | 17th (h)               | 400 m                  | 54.93                  |
| 2016                   | Olympic Games                | Rio de Janeiro, Brazil             | 64th (h)               | 200 m                  | 24.55                  |
| 2017                   | Jeux de la Francophonie      | Abidjan, Ivory Coast               | 14th (h)               | 200 m                  | 25.25                  |
| 2017                   | Jeux de la Francophonie      | Abidjan, Ivory Coast               | 10th (h)               | 400 m                  | 57.16                  |

## Thành tích cá nhân tốt nhất
- 200 mét - 24,23 (+0,8 m/s, Durban 2016)
- 400 mét - 54,93 (Durban 2016)